# Brandstod
Brandstod är en föregångare till senare tiders brandförsäkring. Enligt lag var alla invånare i ett härad (alternativt en socken) skyldiga att betala brandstod (betyder ungefär brandstöd) till den som drabbats av brand för att ersätta såväl byggnaden som visst lösöre, exempelvis boskap. Redan Magnus Erikssons landslag från 1350 stadgar om brandstod, och systemet var i bruk på landsbygden fram till 1700-talet.